# Coral Bay
Coral bay är en liten kustby i Western Australia ca 1200 km norr om Perth i regionen Gascoyne. 
Coral bay är känt för sin närhet till Ningaloorevet som lockar ett stort antal turister varje år.
De första européerna som besökte områdetk om med skonaren Maud och steg i land 1884. 1896 hade man byggt en lokal brygga och lager. 1915 bytte staden officiellt namn "Mauds Landing". Staden spelade en riktig roll för utvecklingen i den nordvästra North West regionen, som depå för inkommande och utkommande varor.
Coral Bay bosattes formellt dock senare, och 1968 antogs det nya namnet, efter ett hotell  som byggts i området.

### Fotnoter
1. ↑  Coral Bay hos GeoNames.Org (cc-by); post uppdaterad 2011-06-04; databasdump nerladdad 2015-12-01
2. ↑  ”A brief history of the Coral Bay region”. 2008. Arkiverad från originalet den 13 februari 2009. https://web.archive.org/web/20090213115652/http://coralbay.org/history.htm. Läst 20 september 2008.
3. ↑  ”Discoverwest - Coral Bay Tourism”. 2008. Arkiverad från originalet den 21 juli 2008. https://web.archive.org/web/20080721120504/http://www.discoverwest.com.au/western_australia/coral_bay.html. Läst 20 september 2008.